# Amy Okuda
Amy Kei Okuda (Torrance, 6 marzo 1989) è un'attrice statunitense.

## Biografia
Fin da bambina, studia danza e gioca a pallacanestro già dall'età di cinque anni. In seguito appare in numerose pubblicità e in un video musicale di Enrique Iglesias, dove appare insieme ad altri attori come Alessandra Torresani e Kunal Nayyar. Ricopre ruoli da guest e ricorrente in serie tv come Californication, Brooklyn Nine-Nine e How To Get Away With Murder. È meglio conosciuta per aver interpretato il ruolo di Tinkerballa nella webserie The Guild e quello di Julia Sasaki nella serie televisiva Atypical.

## Filmografia parziale

### Cinema
- The Wedding Ringer - Un testimone in affitto (The Wedding Ringer), regia di Jeremy Garelick (2015)
- Hello, My Name Is Doris, regia di Michael Showalter (2015)

### Televisione
- Californication – serie TV, 1 episodio (2007)
- The Guild – serie TV, 59 episodi (2007-2013)
- Grey's Anatomy – serie TV, episodio 10x20 (2014)
- Le regole del delitto perfetto (How to Get Away with Murder) – serie TV, 11 episodi (2015-2016)
- L'uomo nell'alto castello (The Man in the High Castle) – serie TV, 2 episodi (2015)
- Scream Queens – serie TV, 1 episodio (2016)
- The Good Place – serie TV, 5 episodi (2016-2020)
- Atypical – serie TV, 23 episodi (2017-2021)
- Brooklyn Nine-Nine – serie TV, 2 episodi (2017-2021)

## Doppiatrici italiane
Nelle versioni in italiano delle opere in cui ha recitato, Amy Okuda è stata doppiata da:
- Isabella Benassi ne Le regole del delitto perfetto
- Eleonora Reti in Atypical